# Michel Anguier

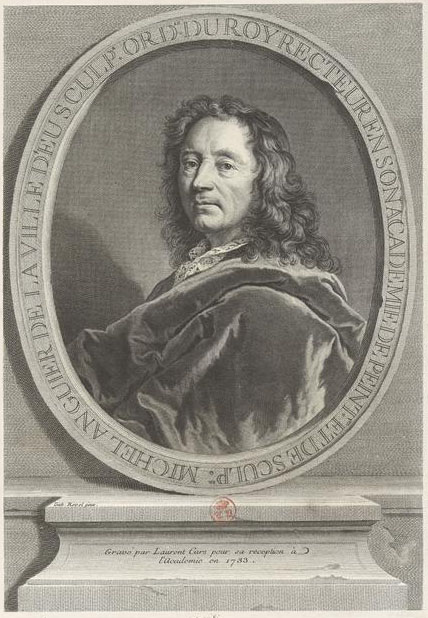
Michel Anguier, Porträt von Laurent Cars

Michel Anguier (* 28. September 1612 in Eu  im französischen Département Seine-Maritime in der Region Haute-Normandie; † 11. Juli 1686 in Paris) war ein französischer Bildhauer und einer der Hauptmeister der französischen Plastik.
Sein Bruder François Anguier war ebenfalls Bildhauer.
Michel Anguier begann seine Ausbildung bei Simon Guillain in Paris. Dieser Ausbildung folgte ein fast zehnjähriger Fortbildungsaufenthalt in Rom. Zu seinen ersten Werken zählt das gemeinsam mit seinem Bruder François geschaffene Grabmal des Herzogs von Montmorency. In den Jahren 1654 und 1655 arbeitete er an der plastischen Ausschmückung der Zimmer der Anna von Österreich im Louvre in Paris. 
Zu seinen bekanntesten Werken zählen das Relief am Porte Saint-Denis, welches er 1674 begonnen hat. Es zeigt den Sieg Ludwigs XIV. über Holland und die Überquerung des Rheins. Als weiteres Meisterwerk gilt die Darstellung der Geburt Jesu in der Kirche von Val-de-Grâce.

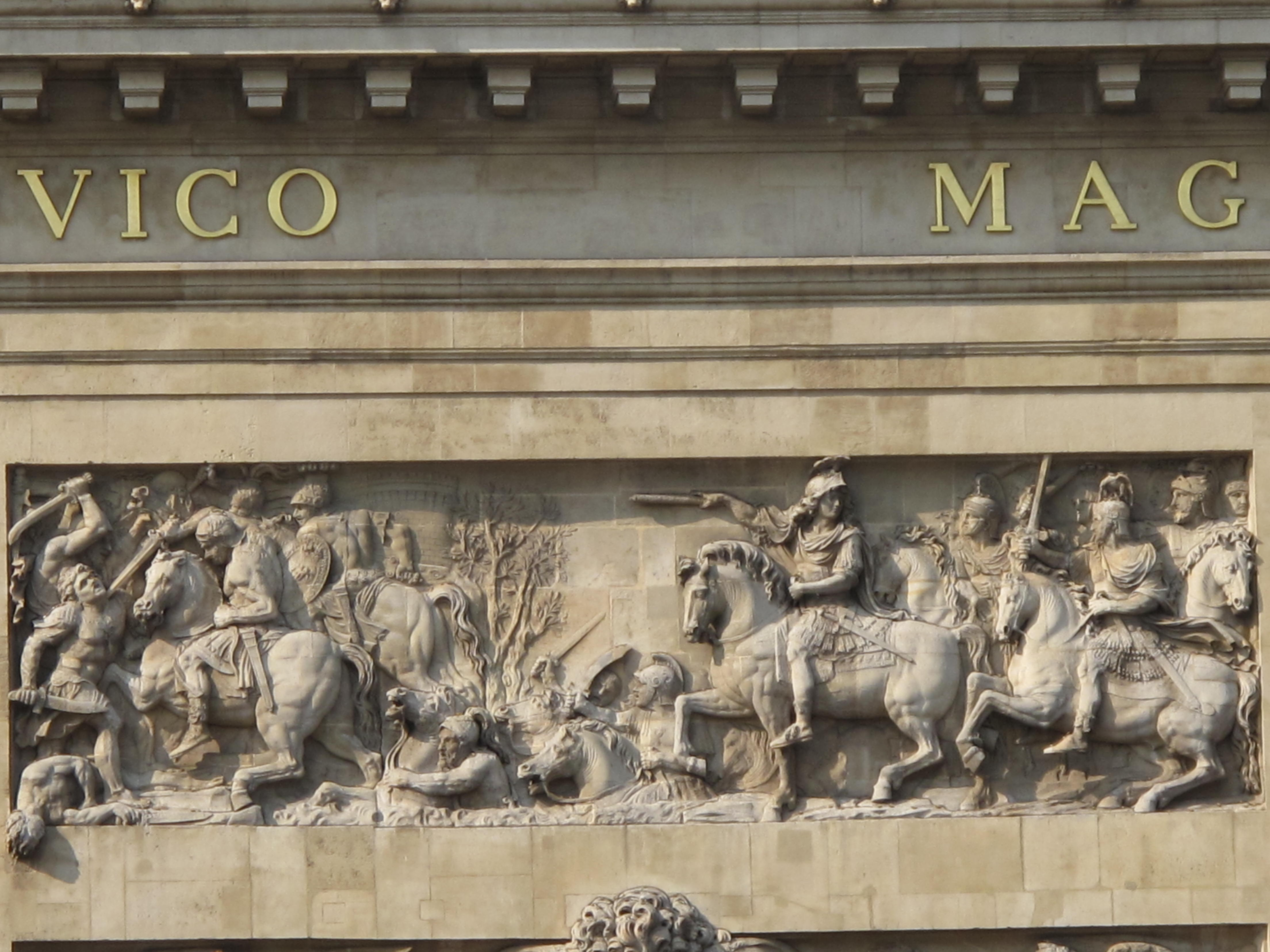
Überquerung des Rheins.
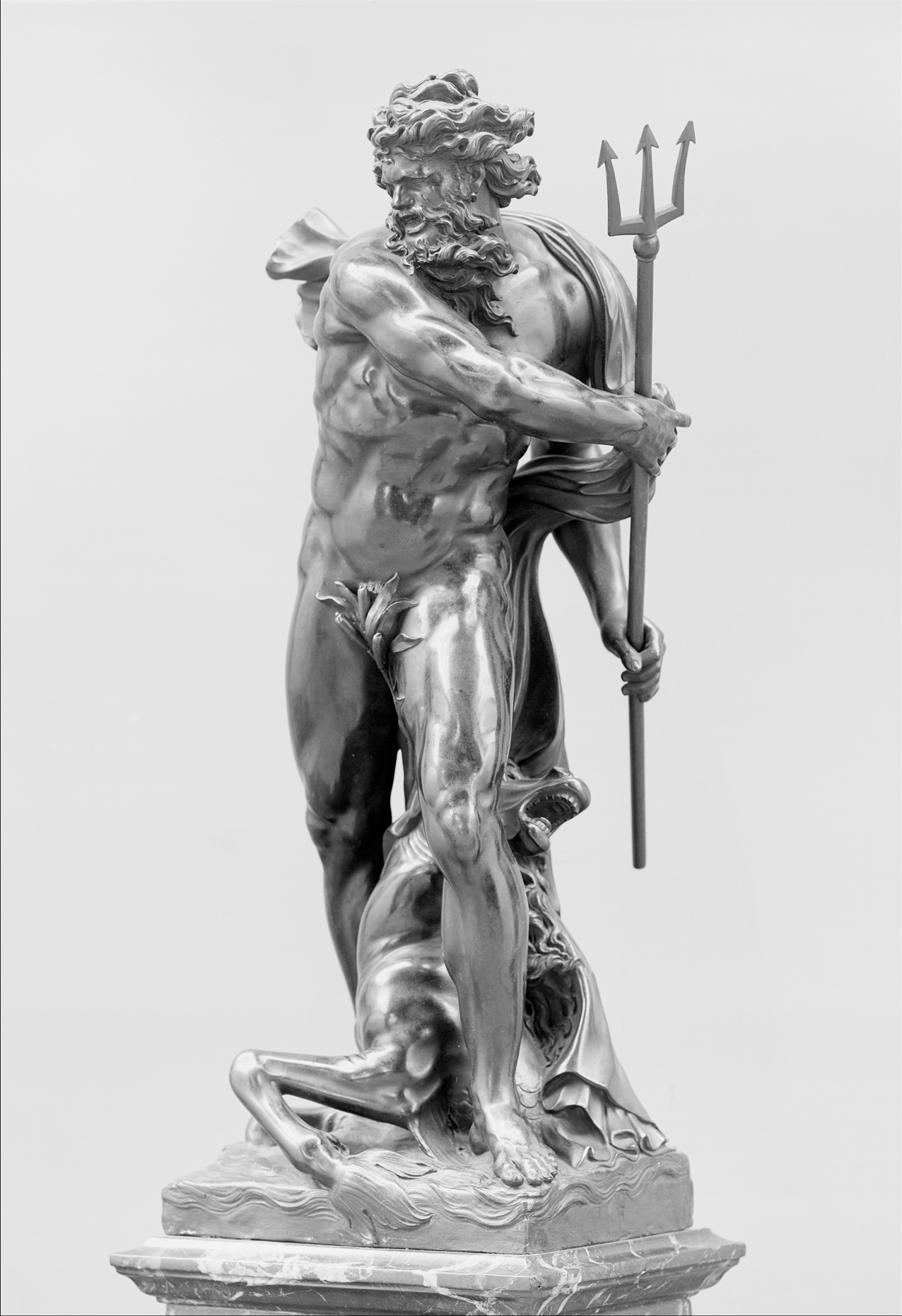
Neptun
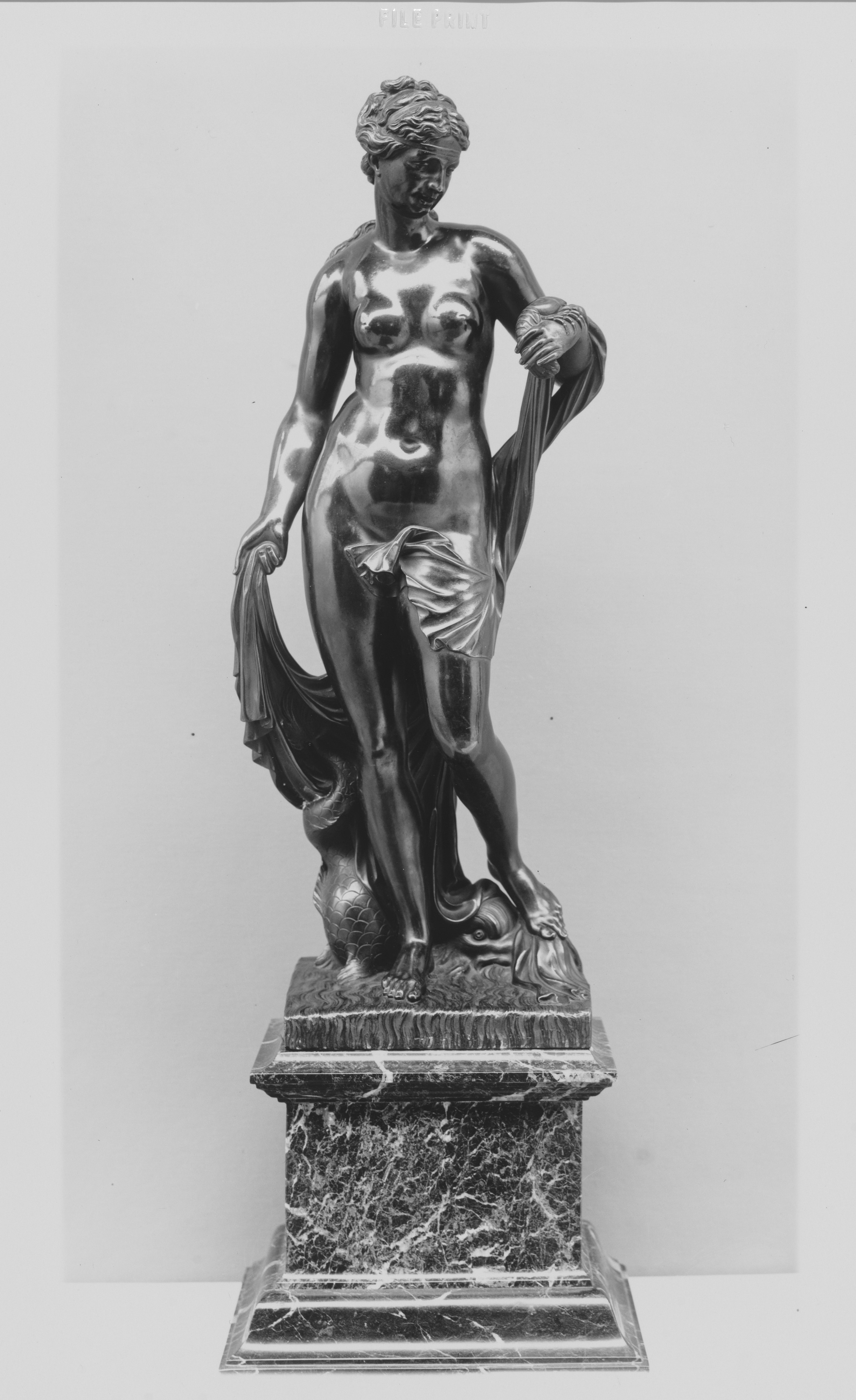
Amphitrite